# 薄叶景天
薄叶景天（学名：Sedum leptophyllum）为景天科景天属的植物，是中国的特有植物。分布于中国大陆的湖北、浙江、安徽等地，生长于海拔1,300米的地区，目前尚未由人工引种栽培。